# フリードリヒ・ヴィルヘルム・アルゲランダー
フリードリヒ・ヴィルヘルム・アウグスト・アルゲランダー（Friedrich Wilhelm August Argelander、1799年3月22日 - 1875年2月17日）は、ドイツの天文学者である。最初の近代的星表「ボン掃天星表」 (Bonner Durchmusterung) を作成した。精密な変光星観測を行った最初の観測者であり、変光星命名法をきめた。

## 生涯
当時プロイセン王国に属していたメーメル（現在はリトアニア領クライペダ）にドイツ人の父親とフィンランド人の母親の間に生まれた。ケーニヒスベルク（カリーニングラード）でフリードリヒ・ヴィルヘルム・ベッセルのもとで学んだ。
1822年から1836年までフィンランドのトゥルク、ヘルシンキで天文台の所長をつとめた後、ボンに移った。ボンに新しい天文台を建設したフリードリヒ・ヴィルヘルム4世の援助を受け、アーダルベルト・クリューガー、エドゥアルト・シェーンフェルトともに「ボン掃天星表」 (Bonner Durchmusterung) を作成し、1852年から1859年に出版した。南半球の星は含まれていないが、324,198の星の位置と等級を記録したものであった。写真観測が使用される前の最後の星表である。
1863年、王立天文学会ゴールドメダルを授与される。この年、国際的な天文学者の組織Astronomische Gesellschaftを設立した。

## その他
小惑星アルゲランダーは彼にちなむ。